# Fuerte Frontenac
El Fuerte Frontenac (en francés e inglés: Fort Frontenac) era un puesto comercial francés y fortaleza militar construida en 1673 en la desembocadura del río Cataraqui donde el río San Lorenzo sale del lago Ontario (en lo que ahora es el extremo occidental de la Calzada La Salle), en una zona tradicionalmente conocida como Cataraqui. Se trata del lugar donde se ubica la actual ciudad de Kingston, en Ontario, Canadá.
La fortaleza original, una estructura empalizada de madera en bruto, fue llamada Fort Cataraqui, pero más tarde recibió el nombre de Louis de Buade de Frontenac, el gobernador de la Nueva Francia (conde de Frontenac), que fue responsable de la construcción de la fortaleza. El fuerte, sin embargo, todavía se conoce a menudo como Fort Cataraqui.